# France Bučar
France Bučar (2. února 1923 – 20. října 2015) byl slovinský politik a právní expert. V letech 1990 až 1992 byl předsedou prvního svobodně zvoleného slovinského parlamentu. Právě Bučar vyhlásil oficiálně 25. června 1991 nezávislost Slovinska. Je považován za jednoho ze strůjců slovinské demokracie a nezávislosti. Společně s Peterem Jambrekem je považován za jednoho z hlavních autorů současné slovinské ústavy.

## Životopis
Bučar se narodil v malém městečku Bohinjska Bistrica v Kraňsku. Po dokončení prestižního institutu sv. Stanislava v Šentvidu u Lublani nastoupil na Právnickou fakultu Univerzity v Lublani. Po vpádu okupantů a zániku první Jugoslávie se Bučar zapojil do Osvobozenecké fronty. V květnu 1942 byl italskými orgány zajištěn a uvězněn v táboře Gonars. Jakmile Italové uzavřeli příměří, vrátil se Bučar do Slovinska, kde byl zadržen říšskoněmeckými orgány. V července 1944 se mu podařilo uprchnout a následně se zapojil do partyzánského hnutí v jižních Korutanech. Když získal záruku ve vztahu ke svému římskokatolickému vyznání, stal se v roce 1944 členem komunistické strany. V květnu 1945 byl příslušníkem vojenského oddílu, které osvobodil Klagenfurt.
Po skončení druhé světové války působil Bučar v rámci slovinské části jugoslávské tajné služby (pozdější OZNA). V roce 1946 byl demobilizován a v roce 1947 dokončil lublaňská práva. V letech 1947 až 1956 pracoval pro slovinskou vládu jako odborník na obchodní právo. V roce 1956 získal dizertaci na Univerzitě v Záhřebu. Následně se přestěhoval do Bělehradu, kde rok pracoval na sekretariátu ministerstva zahraničního obchodu. V roce 1957 se stal odborným konzultantem slovinského parlamentu. V roce 1959 odcestoval do USA, kde deset měsíců studoval na Philadelphia University.
V roce 1962 začal vyučovat veřejnou správu na lublaňské právnické fakultě. V tomto období začal Bučar kritizovat konkrétní prvky jugoslávského komunistického systému, především jeho tzv. demokratický centralismus, který nebyl schopen účinně ekonomicky integrovat různé regiony Jugoslávie. V roce 1963 byl vyloučen ze Svazu komunistů. Pokračoval ve výuce na univerzitě, kde mezi studenty začala vzrůstat jeho popularita. V době marxistické limitace společenských věd rozšířil Bučar osnovy zavedením systému teorie a myšlení Maxe Webera. Na rozdíl od jiných představitelů fakulty měl Bučar skeptický názor na studentské hnutí z let 1968 až 1972.
Po roce 1968 publikoval množství článků kritizujících zakládání rozsáhlého obchodního systému, časté změny právního rámce a nedostatek jasně definované zodpovědnosti v procesu rozhodování. V roce 1976 byl z univerzity propuštěn a pět let mu nebylo dovoleno publikovat.
V osmdesátých letech začal Bučar spolupracovat s literárním časopisem Nova revija. Na počátku roku 1988 byl Bučar pozván do Evropského parlamentu. Jeho projev vyvolal skandál, když navrhl, aby státům socialistické soustavy byla zastavena ekonomická pomoc, pokud neuskuteční ekonomické a politické reformy.
V roce 1989 byl spoluzakladatelem jedné z prvních opozičních stran ve Slovinsku – Slovinského demokratického svazu. Po vítězství DEMOSu v prvních svobodných volbách v roce 1990 se Bučar stal předsedou slovinského parlamentu. Jako jeho předseda a člen ústavněprávního výboru sehrál Bučar významnou úlohu při přijímání nové slovinské ústavy. Bučar trval na právním zajištění oddělení Slovinska od Jugoslávie a odmítal jednostranné akty.
Po rozpadu Slovinského demokratického svazu se Bučar stal členem Demokratické strany Dimitrije Rupela. V roce 1992 byl opět zvolen poslancem a stal se předsedou výboru pro kontrolu tajných služeb. V roce 1993 opustil Demokratickou stranu a do voleb v roce 1996 byl nezávislým poslancem.
V roce 1996 neúspěšně kandidoval na lublaňského starostu za středo-pravou koalici stran. V roce 2002 neúspěšně kandidoval jako nezávislý na slovinského prezidenta.
Byl předsedou Mezinárodní panevropské unie pro Slovinsko a žil v Lublani. Kromě slovinštiny, hovořil plynně německy, anglicky a srbochorvatsky.